# Marcel Lanfranchi
Pour les articles homonymes, voir Lanfranchi.
Marcel Lanfranchi est un footballeur français, originaire d'Aullène en Corse, né le 11 janvier 1921 à Tunis et mort le 10 septembre 2013 à Cazères.
Il évolue au poste d'attaquant du milieu des années 1940 au début des années 1950 principalement au Toulouse FC.
Il est sélectionné en 1948 en équipe de France olympique pour les Jeux olympiques de Londres. Il devient par la suite entraîneur et dirige notamment l'US Tarascon et l'US Cazères.
Il est le frère de Jean Lanfranchi qui connaît une carrière similaire.

## Biographie
Marcel Lanfranchi nait à Tunis le 11 janvier 1921 de parents d'origine corse installés dans le Protectorat. Ailier droit, il joue après sa démobilisation en 1942 à Viviez et à Cransac. Il rejoint en 1945 l'US Cazères en championnat de France amateur et dispute la finale du championnat de France amateur de football en 1946. Il est ensuite retenu pour les Jeux olympiques d'été de 1948 à Londres avec son frère.
Remarqué par le Toulouse Football Club avec son frère, ils y constituent, dans les années 1950, avec Henri Cammarata et le Yougoslave Vinko Golob, l'attaque reine du club. Il finit 7e buteur ex æquo du championnat de France de football D1 1949-50.
Blessé au ménisque, il achève sa carrière au Perpignan FC puis comme entraîneur et joueur à l'US Tarascon, club de Tarascon-sur-Ariège, puis à Bagnères-de-Luchon Sports, à l'US Cazères et à l'AS Porto-Vecchio.
Il meurt à Cazères où il avait pris sa retraite. Un hommage lui ait rendu avant la rencontre Toulouse FC-Olympique de Marseille, disputée le 21 septembre 2013.

## Statistiques
Le tableau ci-dessous retrace la carrière professionnelle de Marcel Lanfranchi.
| Saison                | Club                  | Championnat           | Championnat | Championnat | Coupe(s) nationale(s) | Coupe(s) nationale(s) | Total | Total |
| Saison                | Club                  | Division              | M.          | B.          | M.                    | B.                    | M.    | B.    |
| 1948-1949             | Toulouse FC           | Division 1            | 33          | 10          | -                     | -                     | 33    | 10    |
| 1949-1950             | Toulouse FC           | Division 1            | 31          | 16          | -                     | -                     | 31    | 16    |
| 1950-1951             | Toulouse FC           | Division 1            | 9           | 1           | -                     | -                     | 9     | 1     |
| 1951-1952             | Toulouse FC           | Division 2            | 14          | 8           | -                     | -                     | 14    | 8     |
| 1952-1953             | Perpignan FC          | Division 2            | 15          | 4           | 1                     | 0                     | 16    | 4     |
| Total sur la carrière | Total sur la carrière | Total sur la carrière | 102         | 39          | 1                     | 0                     | 103   | 39    |

## Sources
- Cet article est partiellement ou en totalité issu de l'article intitulé « Jean Lanfranchi » (voir la liste des auteurs).